# Crazy Horse Memorial

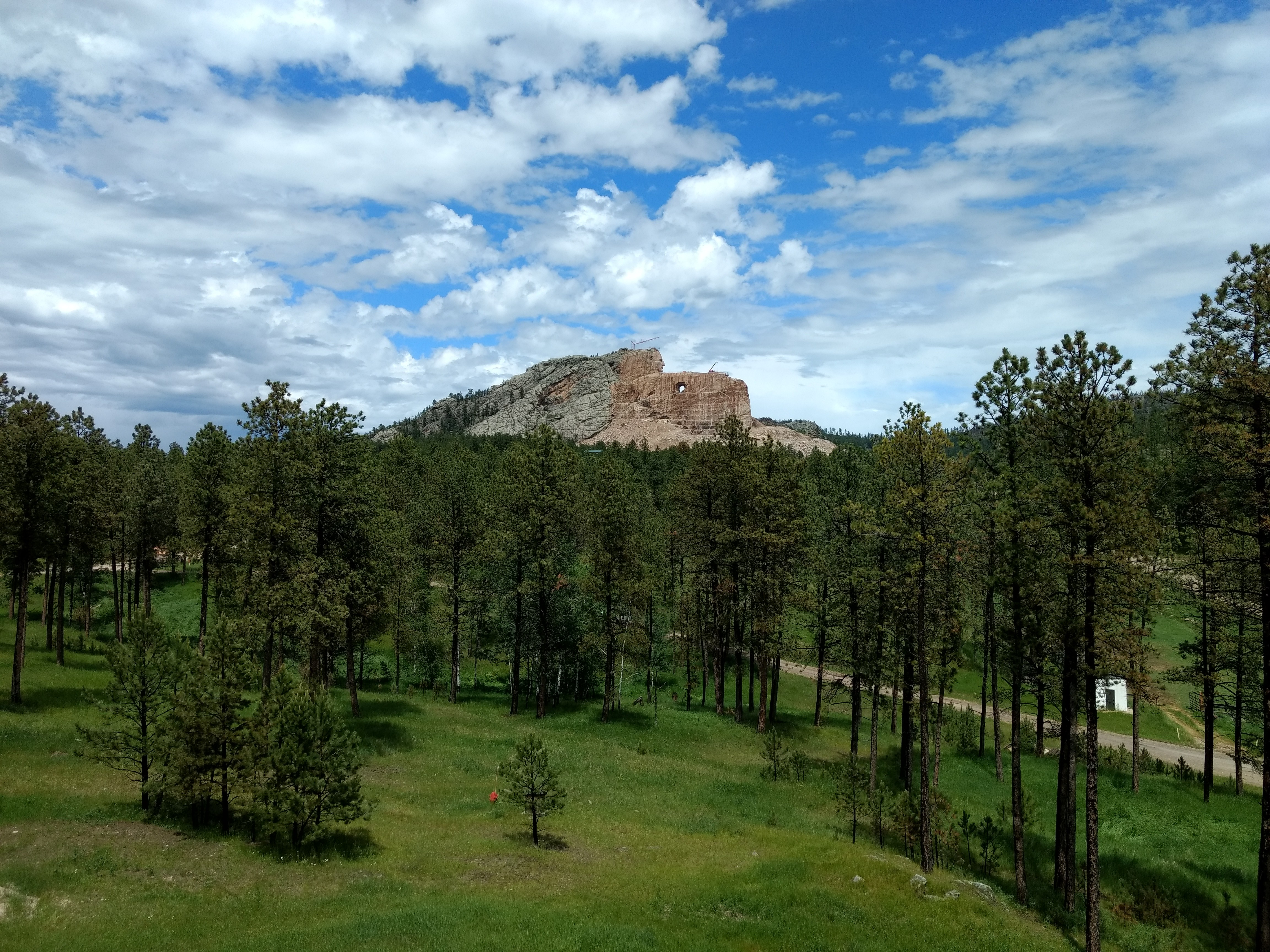

Crazy Horse Memorial är ett minnesmärke över Oglala Lakotakrigaren Crazy Horse, under uppförande sedan 1948. Monumentet finns i Black Hills i Custer County i västra South Dakota, omkring 11 kilometer norr om staden Custer, South Dakota.
Monumentet beställdes av Lakotahövdingen Henry Standing Bear (1874–1953) och formgavs av Korczak Ziolkowski (1908–1982). Skulpturen huggs ut ur berget Thunderhead Mountain, en plats som av vissa inom Lakotafolket hålls för helig. I färdigt skick väntas monumentet bli 195 meter långt och 172 meter högt, avsevärt större och i omkring 50 procent större skala än presidenterna på Mount Rushmore som ligger 27 kilometer bort, och det skulle i så fall bli världens nästa högsta staty. Uppförandet av monumentet och besöksverksamheten drivs av Ziolkowskis ättlingar inom en ideell oberoende stiftelse.